# Justin McCarthy
Justin McCarthy (Cork, 1830. november 22. – Folkestone, 1912. április 24.) ír nacionalista és liberális történész, regényíró és politikus. 1879 és 1900 között Nagy-Britannia és Írország Egyesült Királysága parlamentjének alsóházi képviselőjeként foglalt helyet.

## Élete
Justin McCarthy Corkban született és ott is tanult. Újságírói pályafutását 18 évesen kezdte Corkban. 1853-tól 1859-ig Liverpoolban dolgozott, a Northern Daily Times munkatársa volt. 1855 márciusában feleségül vette Charlotte Ailmant. 1860-ban Londonba költözött, a Morning Star parlamenti tudósítója, 1864-ben szerkesztője lett. Állását 1868-ban adta fel, és egy amerikai előadói körút után 1870-ben csatlakozott a Daily News munkatársaihoz vezető íróként (ahol a következő huszonhárom évben dolgozott), illetve több folyóiratnak is írt, köztük a The Fortnightly Review, a The Contemporary Review és a The Nineteenth Century. A kor liberális politikájának egyik leghasznosabb és legelismertebb védelmezője lett. Amerikában 1886–87-ben ismét előadásokat tartott. Eközben írói pályára lépett és a The waterdale neighbours (1867), a Lady Judith (1871), az Afair Saxon (1873), a Linley Rochford (1874), a Dear Lady Disdain (1875), a Miss Misanthrope (1877) és a Maid of Athens (1883) című élénk képzelőerőről tanúskodó regényekkel alapozta meg írói hírnevét. Kisebb értekezései és tanulmányai Con amore címen összegyűjtve is megjelentek (London 1868). A politikai pályán 1879 óta működött mint az ír radikálisok egyik vezéralakja. Charles Stewart Parnell hívei közé tartozott és a Home Rule érdekében röpiratokat is szerkesztett. Ilyen volt a The case for Home Rule (1887). Parnell elmozdítása után, amikor az ír képviselők két pártra szakadtak, McCarthy lett az Anti-parnelliták vezére. Ebben az állásban a Gladstone-kabinetet támogatta, annak utódát, Roseberryt (aki a Home Rule-kérdést elnapolta) ellenben támadta. A későbbi, unionista elveknek hódoló Salisbury-kabinettel szemben a legkíméletlenebb ellenfél volt.

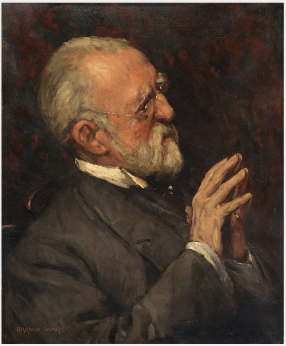
Harold Waite portréja McCarthy-ról

McCarthyt először az 1879. április 4-i időközi választáson választották be az Egyesült Királyság parlamentjébe, amikor is ellenjelölt nélkül a longfordi választókerületben indult. Az 1880-as választáson ellenjelölt nélkül választották újra honatyának, és amikor a kétszékhelyes longfordi választókerületet két részre osztották, az Ír Parlamenti Párt tagjaként az új egyszékhelyes észak-longfordi körzet képviselőjeként választották meg. Egyetlen konzervatív ellenfele a szavazatok mindössze 6%-át szerezte meg.
Az 1886-os általános választások Észak-Longfordban ellenjelölt nélkül zajlottak, de indult Londonderryben is, ahol az Ír Unionista Szövetség jelöltjével szemben 1778 szavazattal 1781 ellenében szűken kikapott. Az eredményt azonban később petíció alapján megsemmisítették és McCarthy úgy döntött, hogy Londonderry Cityben indul. A Charles Stewart Parnell körüli válási vita során 1890 novemberében a brit miniszterelnök, William Gladstone figyelmeztetést adott át Justin McCarthy közvetítőnek, hogy ha Parnell megtartja az Ír Parlamenti Párt vezetését, az a következő választás elvesztését, a szövetségük és a Home Rule végét jelenti. 
Az Ír Párt képviselőinek december eleji újabb történelmi gyűlése után Parnell megtagadta a visszavonulást és a párt megosztottá vált. McCarthy lett az Anti-Parnellita csoport, vagyis az Ír Nemzeti Szövetség elnöke, és ezt a tisztséget 1896 januárjáig töltötte be; nacionalizmusa azonban mérsékelt és rendezett jellegű volt, és bár személyes kitüntetése kiemelte őt az elnöki posztra az ebben az időszakban zajló pártkülönbségek során, aktív értelemben nem volt politikai vezető. 

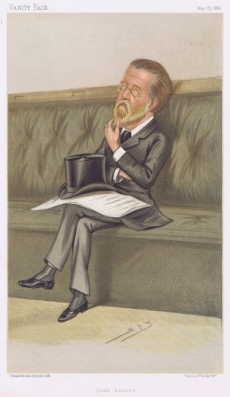
McCarthy karikatúrája Spy által a Vanity Fair magazinban, 1885

Az 1892-es brit általános választások alkalmával McCarthy ismét indult mind Észak-Longfordban, mind Londonderry Cityben. Mindkét helyen kétfordulós verseny volt az Anti-Parnelliták között. McCarthy és egy unionista jelölt között, de a Londonderry Cityben aratott szoros unionista győzelmet (1986 szavazattal 1960 ellenében) nem sikerült megdönteni, és McCarthy Észak-Longfordban ült, ahol a szavazatok több mint 93%-át szerezte meg. Az 1895-ös egyesült királyságbeli általános választások során ellenjelölt nélkül került vissza North Longfordba, és az 1900-as általános választások alkalmával lemondott a parlamenti mandátumáról.

## Művei
Politikai írásai mellett írt több történeti munkát is, ezek közül a Magyar Tudományos Akadémia a History of our own times címűt művét Szász Béla által magyarra fordíttatta (Anglia története a mi korunkban. Terjed 1837-1882-ig, Budapest 3 kötet). Más történeti munkákkal is gazdagította az angol irodalmat, ezek: History of the four Georges és Sir Robert Peel (1891).
McCarthy igazi hivatása író volt. Első regényét Paul Massie: A Romance címűt 1866-ban adták ki, amely több, jelentős olvasottságot elért regény előzménye volt: A Fair Saxon (1873), Dear Lady Disdain (1875), Miss Misanthrope (1878) és Donna Quijote (1879). McCarthy legismertebb műve a History of Our Own Times (i-iv. kötet, 1879-1880; v. kötet, 1879-1880), 1897), amely a Viktória királynő trónra lépése és gyémántjubileuma közötti időszakot tárgyalja, és több átdolgozott kiadást ért meg.
1882-ben McCarthy kiadta a The Epoch of Reform, 1830-1850 című könyvét. Szerinte Anglia azért kerülte el a kontinentális forradalmat, mert egy olyan parlamentben, amely egyébként képtelen volt előre látni „az ország igényeit és kívánságait”, az államférfiak elég okosak voltak ahhoz, hogy elhalasszák a „kívülről jövő nyomást”. Írország esetében azonban úgy vélte, hogy ítélőképességük cserben hagyta őket. Annak a módnak, ahogyan a kormány ellenállt az katolikus emancipációnak és annak, ahogyan végül vonakodva engedett, tulajdonította Írország későbbi elégedetlenségének nagy részét.
Három regényen dolgozott együtt Rosa Campbell Praeddel: The Right Honourable (1886), The Rebel Rose (1888-ban névtelenül adták ki, de két későbbi kiadásban közös nevükön jelent meg The Rival Princess címmel) és The Ladies' Gallery (1888). Együtt dolgoztak a Temzéről szóló The Grey River című könyvön is, amelyet Mortimer Menpes metszeteivel illusztráltak. Ő írta a The Story of Gladstone-t (1904), William Ewart Gladstone életrajzát.
1885-ben kiadta az Anglia Gladstone alatt, 1880-1885 című művét. Elkezdte a négykötetes A négy Georges története (1884-1901) című művét amit később fia, Justin Huntly McCarthy fejezett be. McCarthy Robert Walpole és William Pulteney idejéig követte nyomon a korabeli angol politikai pártok eredetét, amelyek az előítéletekre és szenvedélyekre apellálva igyekeznek „gyártani” a saját közvéleményüket.
Életrajzírója, Liam Harte szerint az hogy McCarthy 1903-ban polgári listás nyugdíjat kapott az irodalomért tett szolgálataiért, „megerősítette tekintélyes viktoriánus státuszát, ugyanakkor megerősítette sok ír nacionalistának a karrierista nyugat-britanniai karrieristaként róla alkotott elítélő véleményét”. Mégis, politikai karrierjét áttekintve Paul Townend úgy találta, hogy éppen McCarthy „sajátos anglofíliája és mélyen vallott ír hazafisága” tette őt ideális „nagykövetté a parnellita nacionalizmus és a brit közvélemény között”, amely egyébként „megvetette” az ír önrendelkezés ügyét.

## Családi élet
McCarthy 1855-ben vette feleségül Charlotte Ailmant. 1859-ben született fiuk, Justin Huntly McCarthy aki szintén parlamenti képviselő lett és 1872-ben született lányuk, Charlotte. McCarthy 1912. április 24-én, 81 éves korában halt meg az angliai Folkestone-ban, Kentben.

## Írásai
- History of Our Own Times (1879–1880)
  - Anglia története korunkban. Viktória királynő trónraléptétől az 1880. évi általános választásokig, 1-3.; fordította: Szász Béla; Akadémia, Budapest, 1887 (A Magyar Tudományos Akadémia Könyvkiadó Vállalata sorozat)

## Fordítás
Ez a szócikk részben vagy egészben  a   Justin McCarthy című angol Wikipédia-szócikk ezen változatának fordításán alapul.  Az eredeti cikk szerkesztőit annak laptörténete sorolja fel. Ez a jelzés csupán a megfogalmazás eredetét és a szerzői jogokat jelzi, nem szolgál a cikkben szereplő információk forrásmegjelöléseként.